# Dimos Sifnos
Dimos Sifnos (Sifnos) är en kommun i Grekland.   Den ligger i prefekturen Kykladerna och regionen Sydegeiska öarna, i den sydöstra delen av landet, 140 km sydost om huvudstaden Aten. Antalet invånare är 2 574. Dimos Sifnos ligger på ön Sifnos.